# Castro Verde
Castro Verde é uma vila portuguesa pertencente ao Distrito de Beja, região do Alentejo (NUT II) e sub-região do Baixo Alentejo (NUT III).
É sede do Município de Castro Verde que tem 569,44 km² de área e 6.965 habitantes (2023), subdividido em 4 freguesias. O município é limitado a norte pelos municípios de Aljustrel e Beja, a este por Mértola, a sul por Almodôvar e a oeste por Ourique.
Castro Verde está situado num território conhecido como Campo Branco. Uma grande parte do território do município encontra-se dentro de uma zona da Rede Natura 2000 da União Europeia, representadas por uma Zona de Proteção Especial para as espécies de aves estepárias ameaçadas como a abetarda e o peneireiro-das-torres.
As fronteiras do município são marcadas nas bermas das estradas que conduzem até aos limites do território com o emblema logotipo do município — o marco do município — Uma janela sobre a planície.

## História
A pré-História da região do Baixo Alentejo remonta a 200 000 a.C., período em que, o território é conhecido por ser o habitat dos neandertais migratórios do Norte da Europa durante o período Paleolítico Inferior. Estas culturas continuaram a existir até cerca de 28 000 a.C. quando o homem-de-neandertal enfrentou a extinção, com o seu último refúgio a ser o que é atualmente Portugal.
Esta zona sudoeste da Ibéria foi uma região humanizada por várias culturas. Isto devia-se à sua posição comercial estratégica no Mediterrâneo, com a presença de riquezas minerais abundantes. O povoamento começou com a migração dos Celtiberos para a Ibéria Central no século VI a.C., seguida pela instalação dos célticos na região do Alentejo. A partir do século III a.C. até aos dois últimos antes de cristo, estas tribos com uma unidade política básica celtibérica foram substituídas pelo ópido, um povoado fortificado e organizado com um território definido que inclui os castros (cultura castreja) como subdivisões subordinadas.

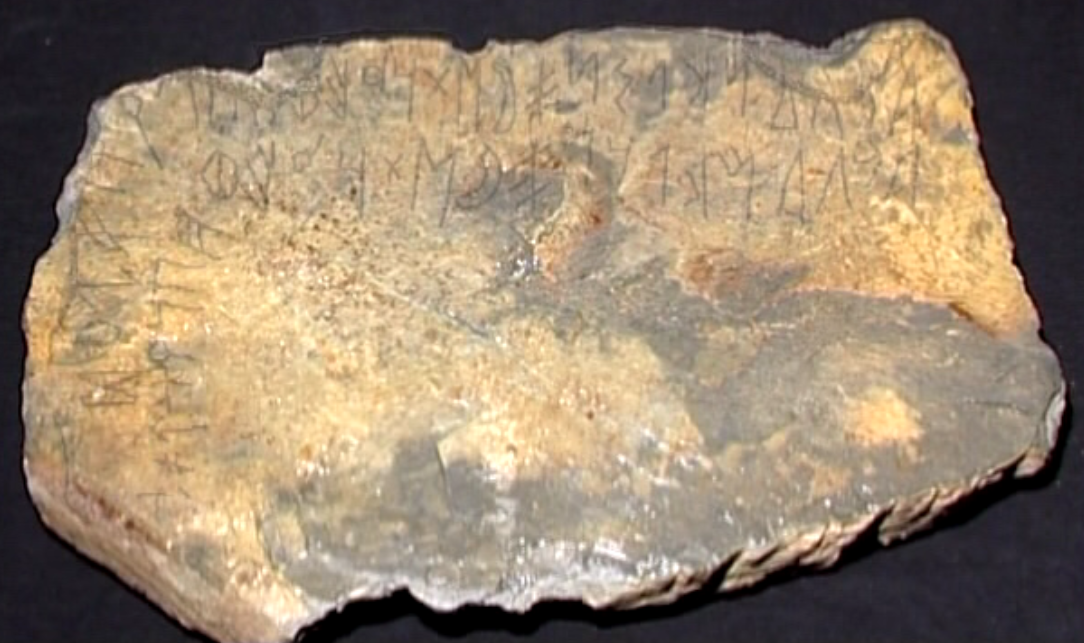
Silabário de Espança

As prova da existência de antigas culturas na zona de Castro Verde é constatada pela descoberta do Silabário de Espança, encontrado perto das aldeias de Neves da Graça e A-do Corvo na freguesia de Santa Bárbara de Padrões. O item arqueológico diz respeito ao que é referida como a escrita paleo-hispânica sudoeste ou escrita tartésia — língua tartésia, a mais antiga escrita paleo-hispânica com uma origem que se suspeita, estaria relacionada com o alfabeto fenício, o que por sua vez indica contacto com Fenícia. Os turdetanos do período romano são considerados os herdeiros da cultura tartésia.

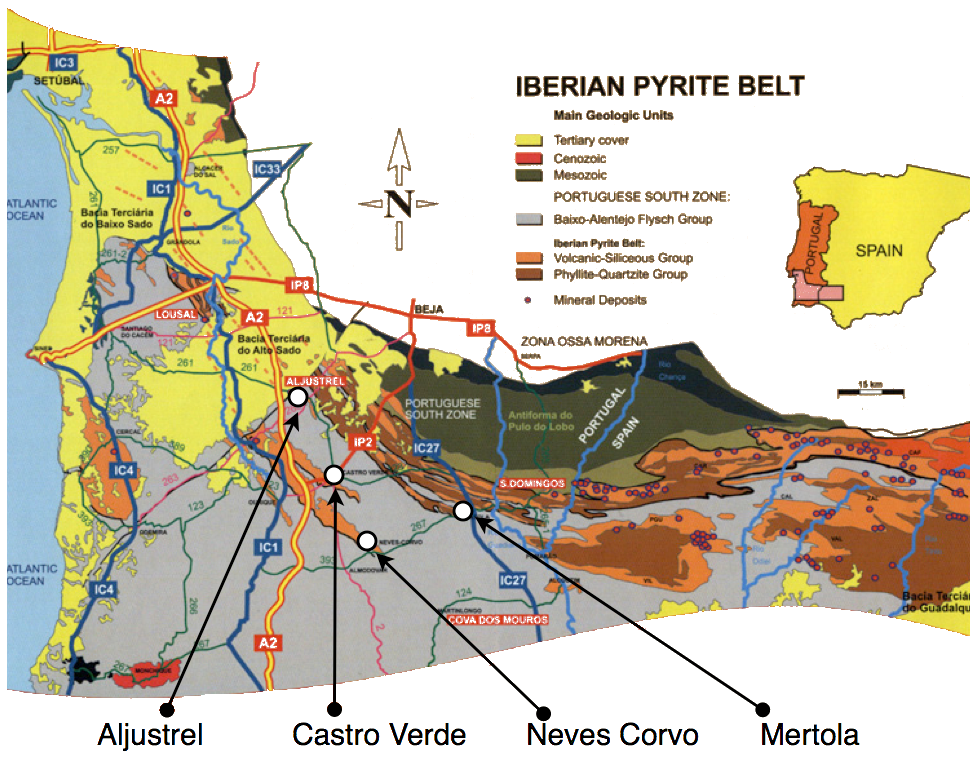
Faixa Piritosa Ibérica (em inglês)

A humanização da região de Castro Verde durante o período da história clássica é devida ao facto de predominantemente estar localizada numa zona estratégica de depósitos minerais da Faixa Piritosa Ibérica. Castro Verde encontra-se ao longo de uma rota de transporte de minério que existiu entre as minas de Aljustrel 20 km a norte, e a vila portuária de Mértola, 40 km a este, situada no rio Guadiana. Durante o período romano de ocupação a extensiva exploração mineira e o entreposto de minerais requereu fortificações para proteção e armazéns para os minerais. No território do município Castro Verde, há restos de mais de 20 dessas pequenas estruturas.
Juntamente com a atividade mineira, a zona tornou-se numa vasta área de produção cerealífera e criação de bovinos e ovinos. A riqueza e abundância deste conjunto de "economias de base" cresceu a tal ponto que Castro Verde se tornou um centro regional de comércio e, assim, uma encruzilhada de culturas dentro da zona do Mediterrâneo. O domínio romano estendeu-se por quatro séculos, seguindo-se o período de migração dos Visigodos (300-700) e a sua expulsão pelos mouros (711) na conquista Omíada da Hispânia, que por sua vez são expulsos da região durante a reconquista cristã, através da Batalha de Ourique nos próximos Campos de Ourique, que por sua vez resultaram na formação do reino de Portugal, através do Tratado de Zamora em 1143.

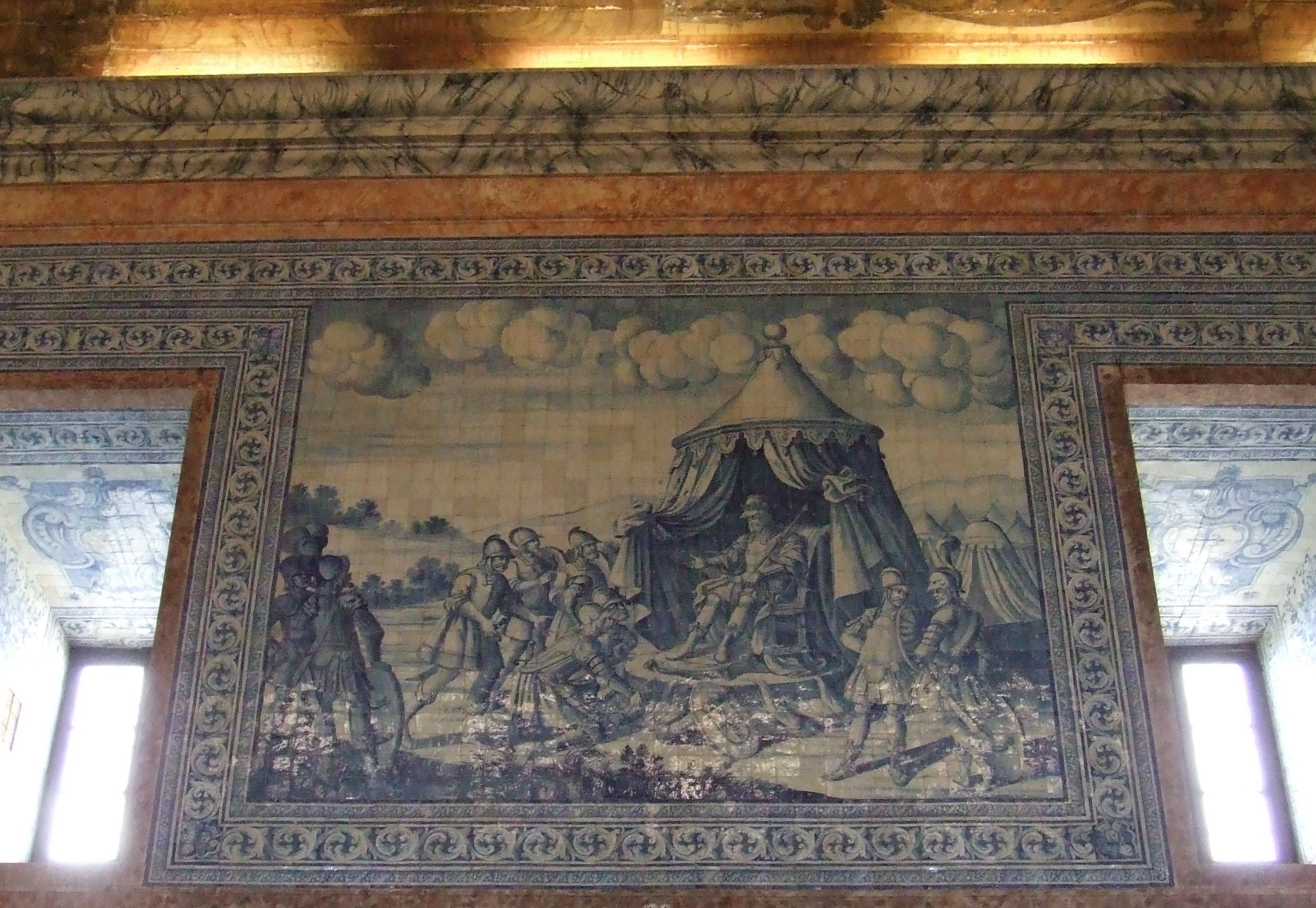
"D. Afonso Henriques" - Painel de Azulejos da Basílica Real

Este local de nascimento lendário do Reino de Portugal encontra-se numa curta distância a sudeste de Castro Verde nos Campos de Ourique. A Basílica Real de Castro Verde, que foi mandada construir pelo rei D. Sebastião em 1573, foi construída em homenagem à vitória cristã designada como a Batalha de Ourique. Reza a lenda que D. Afonso Henriques, que foi proclamado Príncipe de Portugal depois da Batalha de São Mamede, derrotou cinco reis mouros e foi assim proclamado rei a seguir à vitória. As paredes da nave central da Basílica Real estão cobertas de azulejos que imortalizam as cenas da batalha.
Na primeira metade do século XIII a Ordem de Santiago conquistou as planícies do Alentejo. Naquela época, Castro Verde existia como um pequeno povoação autónoma. Recebeu a carta de foral a 20 de Setembro de 1510 e manteve as suas fronteiras inalteradas até ao século XIX, apesar de numerosos processos de reorganização territorial na região. Em meados do século XIX os municípios vizinhos foram reorganizados, no âmbito de uma reforma administrativa, dando forma ao município de Castro Verde tal como se mantém na atualidade.

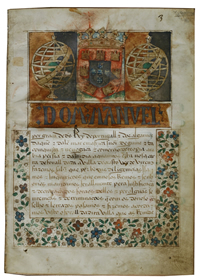
Carta de Foral de Castro Verde

Embora a ecologia humana deste território foi marcado pelo estabelecimento de várias civilizações, todas baseadas na exploração mineira, cultivo de cereais e criação de bovinos e ovinos, foi apenas no início do século XIV que os territórios se tornaram organizados, como distintas entidades económicas, no seio do novo reino. Durante esta época pós-reconquista, vastas pastagens da zona de Castro Verde foram concedidas pelo rei D. Dinis (O Lavrador), o que resultou na gestão de milhares de hectares sob cultivo rotativo para virem a ser a cesta de pão de Portugal e a mais importante pastagem do país. Com o passar dos séculos, o território tem sido continuamente influenciado por uma transumância que deixou uma identidade cultural única na formas da arquitetura, artes, música e poesia, expressas pelas atividades quotidianas das pessoas que vivem do campo.

Mais recentemente o município de Castro Verde desenvolveu a sua própria identidade cultural baseada em milénios de intercâmbio cultural. A partir das suas origens na mineração e na agricultura, a comunidade transformou-se numa vila, tendo planos para o futuro centrados na integração da arquitetura romana e islâmica na eco-arquitetura moderna. O turismo cultural tem ressurgido para manter viva a arte tradicional, a música e a poesia típica da região. O ano de 2010 foi marcado durante todo o ano pelas comemorações do 500º aniversário dos forais de Castro Verde e de Casével.

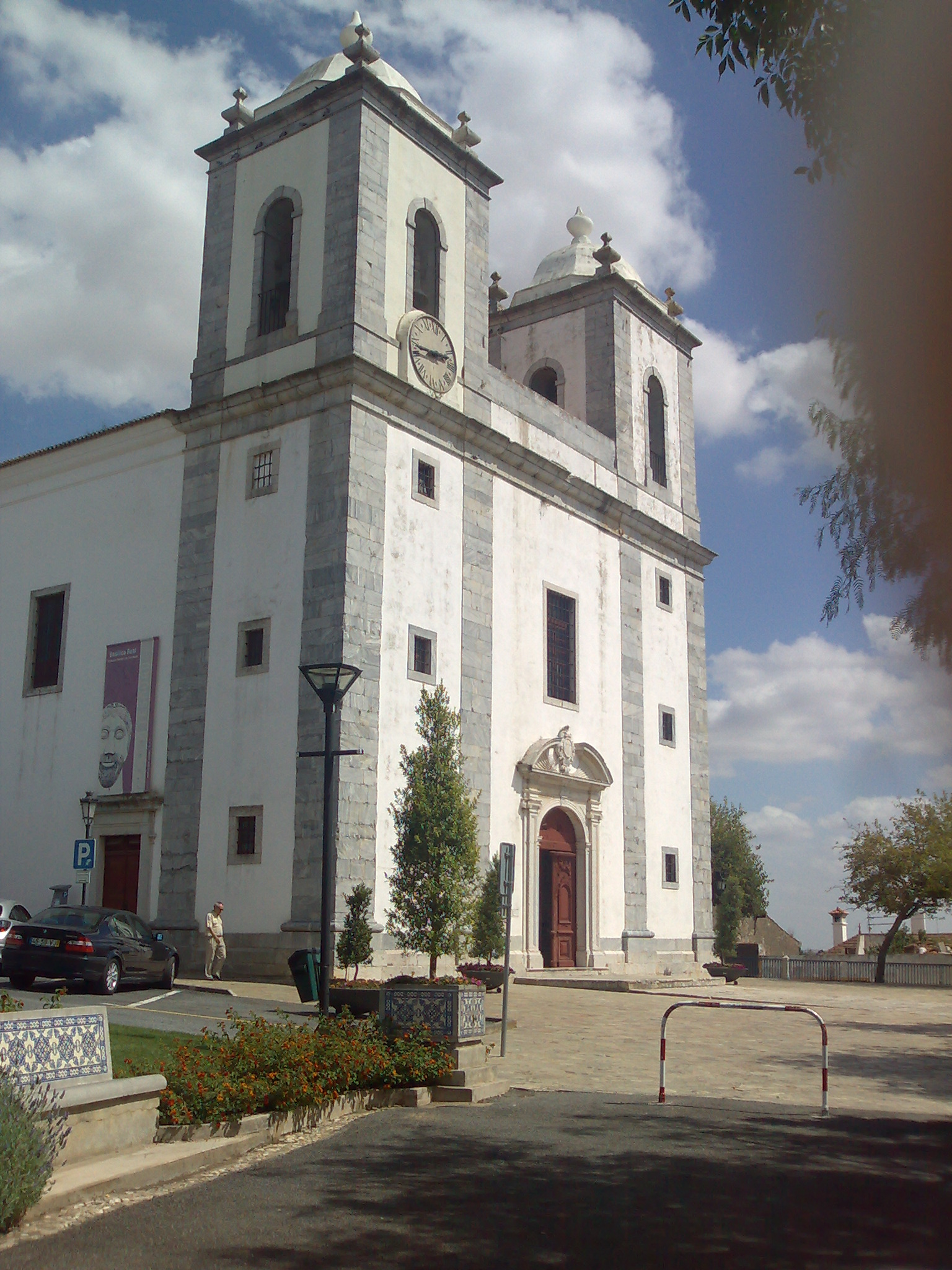
Basílica Real

Entre os investimentos realizados em 2024 pela Câmara Municipal na vila de Castro Verde, encontram-se a requalificação do Centro Coordenador de Transportes, e a remodelação do Cineteatro Municipal.

## Freguesias

Freguesias do município de Castro Verde.

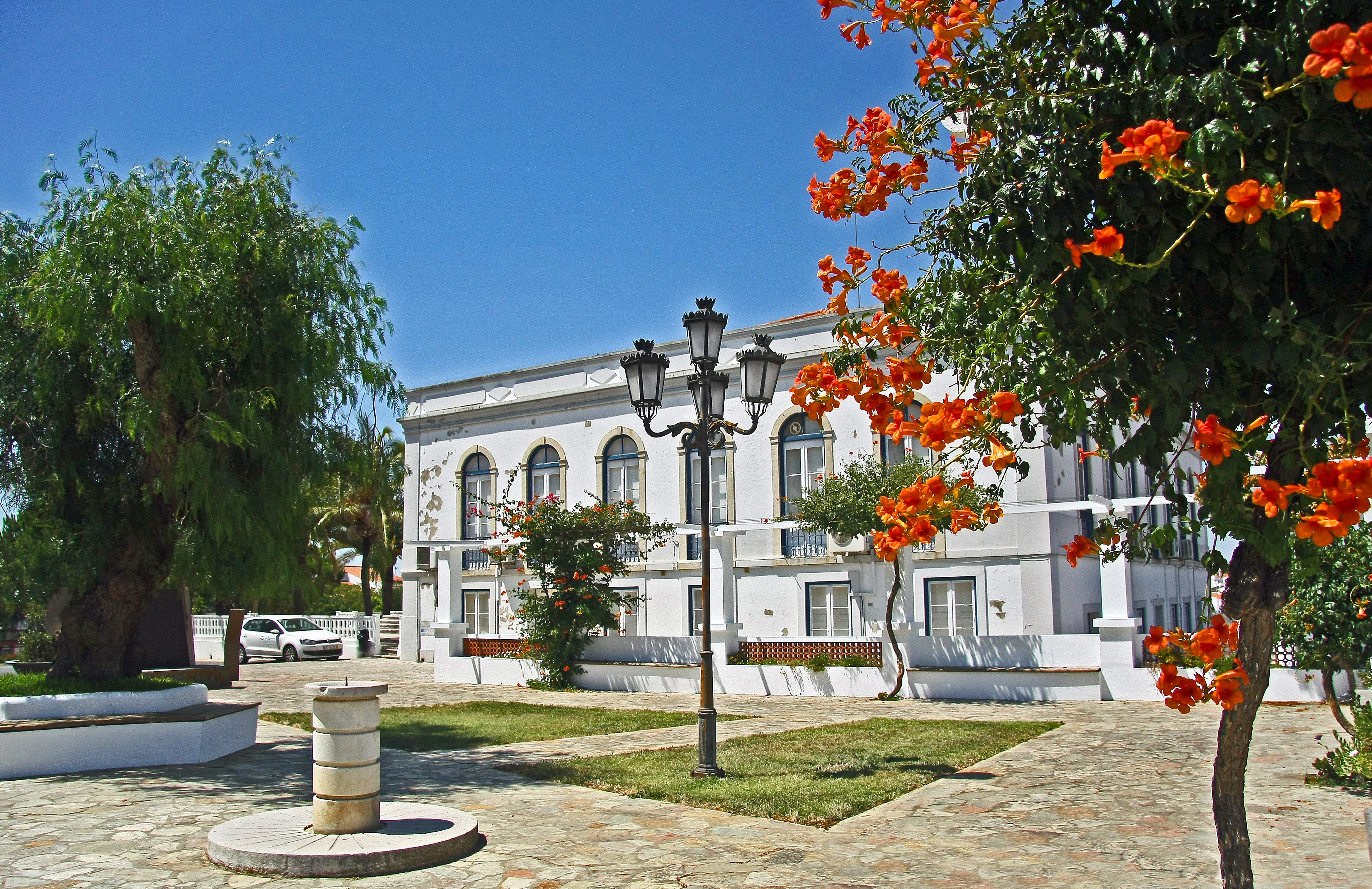
Câmara Municipal de Castro Verde

O Município de Castro Verde está dividido em 4 freguesias:
- Castro Verde e Casével
- Entradas
- Santa Bárbara de Padrões
- São Marcos da Ataboeira

## Caracterização

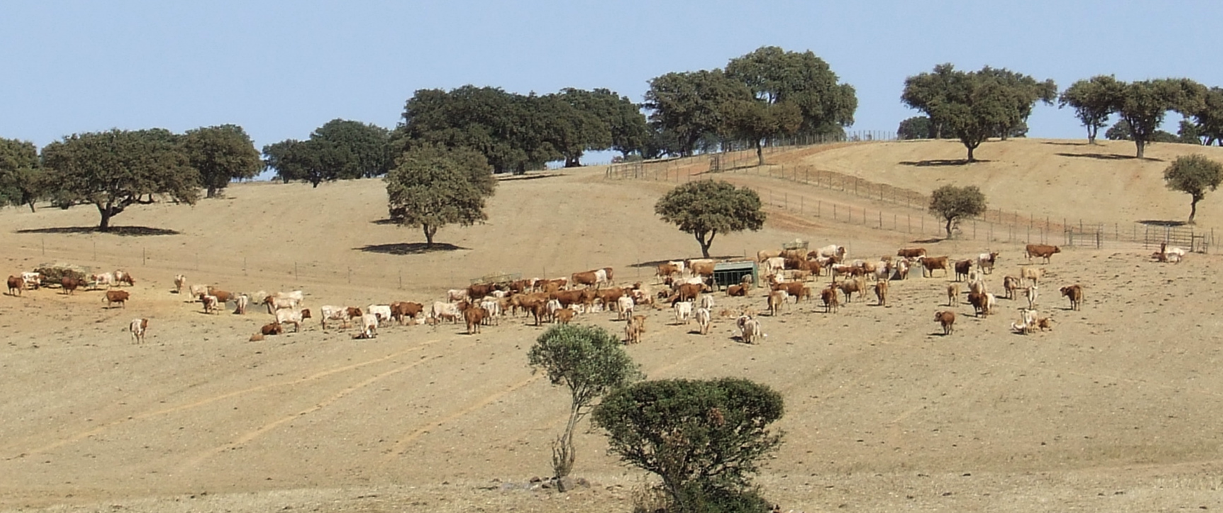

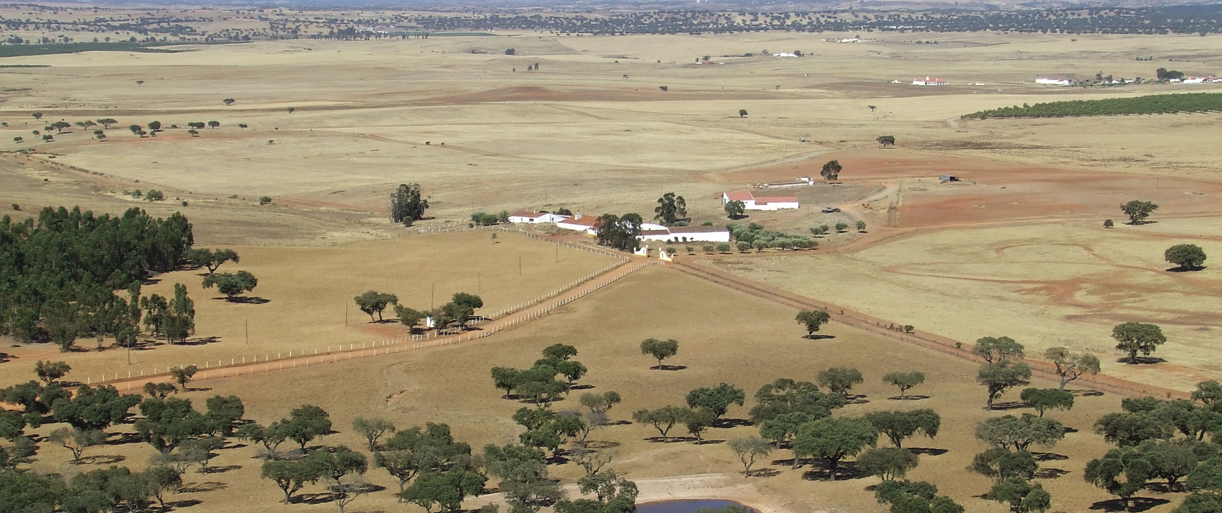

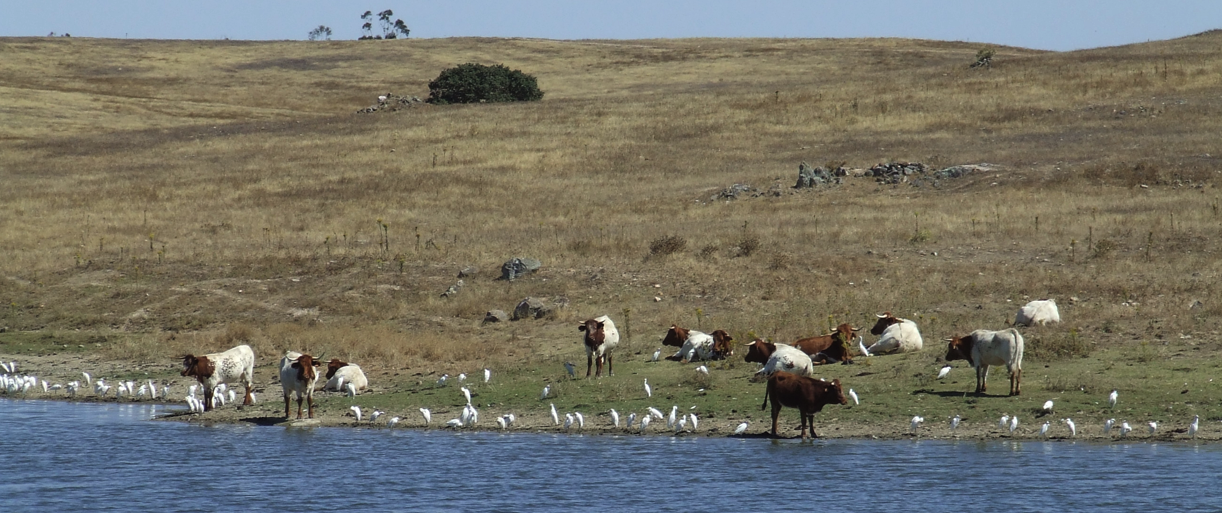

### Geografia
A região de Castro Verde é constituída por extensas zonas de colinas, referidas como uma peneplanície que varia em altitude de 100 a 300 m (300-900 pés) acima do nível do mar. Os vales dos rios e os afloramentos quartzíticos, levantados pela erosão que o vales do rios provocam, o que tornam estes a níveis principais na região. A zona de Castro Verde insere-se na Faixa Piritosa Ibérica que começa em Aljustrel, prolongando-se pelo Baixo Alentejo e que se estende até ao Sul de Espanha.
Esta faixa piritosa foi formada há milhões de anos, numa época em que a faixa ocidental do que é hoje a Península Ibérica estava separada pelo mar do resto da península, e colidiu com esta causando uma série de eventos ligados ao vulcanismo ativo e hidrotérmico, levando à formação deste complexo vulcânico-sedimentário conhecido como a Faixa Piritosa Ibérica.
A atividade mineira nesta região remonta há milhares de anos, com restos de estruturas de mineração que remontam à época romana, quando a região teve um papel significativo na expansão da metalurgia romana. Esta zona sul da Lusitânia, foi uma província romana e, durante vários séculos foi uma fonte abundante de minerais de minério em que se incluem ouro, prata, cobre, estanho, chumbo e ferro.

## Economia
O município de Castro Verde apresenta uma economia muito voltada para o setor secundário que representa 32,7% do emprego, principalmente após a abertura da Mina de Neves-Corvo, que garante à indústria extrativa 80% dos empregos e 98% do volume de negócios do setor secundário.
O setor de serviços, ou terciário, representa, depois do setor mineiro, a atividade predominante na região, onde abriga 56,2% da população empregada sendo o setor que representou o maior crescimento na última década, tanto em geração de empregos como em volume de negócios.
A Feira de Castro, organizada anualmente na vila de Castro Verde, é de grande importância a nível concelhio e regional, sendo considerada o principal evento do seu tipo na zona Sul do país. Foi instituída pelo rei D. Filipe II em 1620.

## Localização
A vila de Castro Verde localiza-se no Baixo Alentejo, em Portugal, 180 km a Sudeste de Lisboa, e 80 km a Norte do litoral do Algarve. É servida pela auto-estrada A2, ficando o nó de saída a cerca de 8 km a Oeste de Castro Verde. As distâncias aos aeroportos são: Lisboa - 190 km, Aeroporto de Beja - 53 km, Faro - 10 km, e Sevilha - 27 km.

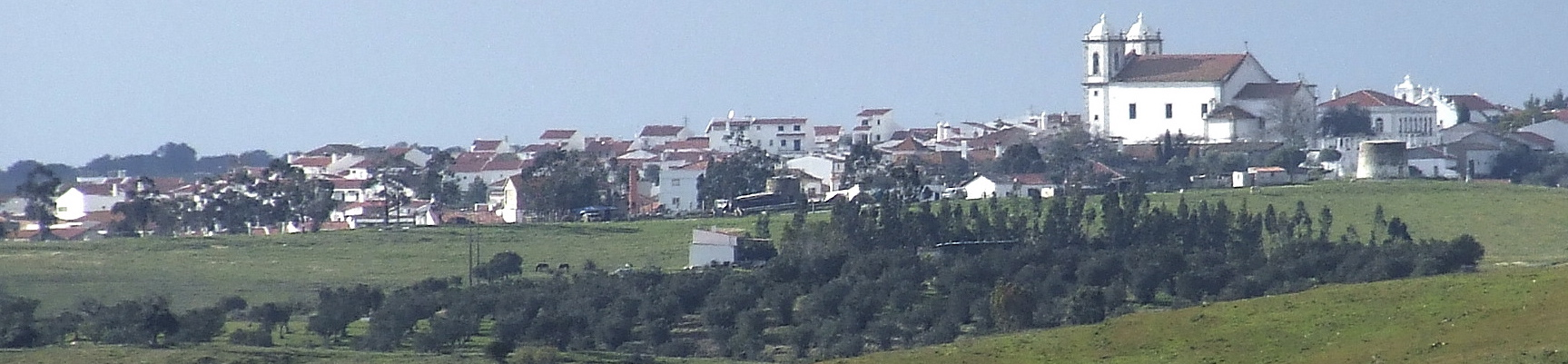
Vista panorâmica de Castro Verde a partir da visão geral do local Histórico da Batalha de Ourique — 25 de Julho de 1139.

0

## Personalidades
Nasceu na freguesia de Casével, pertencente ao município de Castro Verde, Alfredo Luís da Costa (24 de novembro de 1883 — Lisboa, 1 de fevereiro de 1908), um dos regicidas que participou no atentado que vitimou o rei D. Carlos I e o Príncipe Luís Filipe.

## Evolução da População do Município
| Número de habitantes residentes         | Número de habitantes residentes | Número de habitantes residentes | Número de habitantes residentes | Número de habitantes residentes | Número de habitantes residentes | Número de habitantes residentes | Número de habitantes residentes | Número de habitantes residentes | Número de habitantes residentes | Número de habitantes residentes | Número de habitantes residentes | Número de habitantes residentes | Número de habitantes residentes | Número de habitantes residentes | Número de habitantes residentes |
| --------------------------------------- | ------------------------------- | ------------------------------- | ------------------------------- | ------------------------------- | ------------------------------- | ------------------------------- | ------------------------------- | ------------------------------- | ------------------------------- | ------------------------------- | ------------------------------- | ------------------------------- | ------------------------------- | ------------------------------- | ------------------------------- |
| 1864                                    | 1878                            | 1890                            | 1900                            | 1911                            | 1920                            | 1930                            | 1940                            | 1950                            | 1960                            | 1970                            | 1981                            | 1991                            | 2001                            | 2011                            | 2021                            |
| 6920                                    | 7923                            | 7901                            | 7712                            | 9340                            | 10 120                          | 11 112                          | 12 747                          | 12 428                          | 11 637                          | 9004                            | 7472                            | 7762                            | 7603                            | 7276                            | 6873                            |
| Número de habitantes por Grupo Etário ★ |                                 |                                 |                                 |                                 |                                 |                                 |                                 |                                 |                                 |                                 |                                 |                                 |                                 |                                 |                                 |
|                                         |                                 |                                 | 1900                            | 1911                            | 1920                            | 1930                            | 1940                            | 1950                            | 1960                            | 1970                            | 1981                            | 1991                            | 2001                            | 2011                            | 2021*                           |
| 0-14 Anos                               | 0-14 Anos                       | 0-14 Anos                       | 2242                            | 3186                            | 3508                            | 3551                            | 4036                            | 3596                            | 3194                            | 2295                            | 1521                            | 1364                            | 1045                            | 956                             | 833                             |
| 15-24 Anos                              | 15-24 Anos                      | 15-24 Anos                      | 1293                            | 1450                            | 1696                            | 2252                            | 2184                            | 2221                            | 1923                            | 1260                            | 1100                            | 1050                            | 1003                            | 752                             | 665                             |
| 25-64 Anos                              | 25-64 Anos                      | 25-64 Anos                      | 3335                            | 3733                            | 3909                            | 4542                            | 5340                            | 5531                            | 5664                            | 4460                            | 3406                            | 3723                            | 3865                            | 3800                            | 3521                            |
| = ou > 65 Anos                          | = ou > 65 Anos                  | = ou > 65 Anos                  | 397                             | 535                             | 483                             | 503                             | 697                             | 790                             | 856                             | 1080                            | 1445                            | 1625                            | 1690                            | 1768                            | 1854                            |

★ De 1900 a 1950 os dados referem-se à população presente no município à data em que eles se realizaram. Daí que se registem algumas diferenças relativamente à designada população residente.

## Política

### Eleições autárquicas[14]
| Data | %            | V            | %     | V     | %       | V       | %              | V      | %              | V       | %       | V       | Participação   |                |
| Data | FEPU/APU/CDU | FEPU/APU/CDU | PS    | PS    | PPD/PSD | PPD/PSD | UDP/BE         | UDP/BE | PSD/CDS        | PSD/CDS | CDS-PP  | CDS-PP  | Participação   |                |
| ---- | ------------ | ------------ | ----- | ----- | ------- | ------- | -------------- | ------ | -------------- | ------- | ------- | ------- | -------------- | -------------- |
| Data | 1976         | 56,96        | 3     | 37,11 | 2       |         |                |        |                |         |         |         |                | 65,41 / 100,00 |
| 1979 | 72,54        | 5            | 11,89 | -     | 11,72   | -       | 1,18           | -      | 82,55 / 100,00 |         |         |         |                |                |
| 1982 | 68,38        | 4            | 18,51 | 1     | 7,71    | -       |                |        | 74,20 / 100,00 |         |         |         |                |                |
| 1985 | 69,45        | 4            | 17,73 | 1     | 9,30    | -       | 65,96 / 100,00 |        |                |         |         |         |                |                |
| 1989 | 64,92        | 4            | 15,25 | 1     | 15,22   | -       | 61,07 / 100,00 |        |                |         |         |         |                |                |
| 1993 | 52,81        | 3            | 32,08 | 2     | 10,14   | -       | 62,94 / 100,00 |        |                |         |         |         |                |                |
| 1997 | 57,90        | 3            | 31,39 | 2     | 6,64    | -       | 62,86 / 100,00 |        |                |         |         |         |                |                |
| 2001 | 55,95        | 3            | 28,17 | 2     | 8,71    | -       | 3,79           | -      | 61,78 / 100,00 |         |         |         |                |                |
| 2005 | 56,68        | 4            | 26,22 | 1     | 6,08    | -       | 7,42           | -      | 62,14 / 100,00 |         |         |         |                |                |
| 2009 | 54,97        | 3            | 38,20 | 2     | CDS-PP  | CDS-PP  |                |        | 4,55           | -       | PPD/PSD | PPD/PSD | 64,09 / 100,00 |                |
| 2013 | 54,69        | 3            | 35,62 | 2     | CDS-PP  | CDS-PP  | 5,31           | -      | 60,07 / 100,00 |         | PPD/PSD | PPD/PSD |                |                |
| 2017 | 42,40        | 2            | 50,86 | 3     | CDS-PP  | CDS-PP  | 2,57           | -      | 60,77 / 100,00 |         | PPD/PSD | PPD/PSD |                |                |
| 2021 | 35,70        | 2            | 58,43 | 3     |         |         | 1,37           | -      |                |         | 1,75    | -       | 65,06 / 100,00 |                |

### Eleições legislativas
| Data | %     | %     | %     | %    | %     | %        | %     | %     | %    | %     | %    | %   | %       | % | %  | %  |
| Data | PCP   | PS    | PSD   | UDP  | CDS   | APU/ CDU | AD    | FRS   | PRD  | PSN   | BE   | PAN | PSD CDS | L | CH | IL |
| ---- | ----- | ----- | ----- | ---- | ----- | -------- | ----- | ----- | ---- | ----- | ---- | --- | ------- | - | -- | -- |
| 1976 | 51,15 | 28,82 | 7,00  | 3,28 | 2,18  |          |       |       |      |       |      |     |         |   |    |    |
| 1979 | APU   | 18,63 | AD    | 2,43 | AD    | 60,20    | 13,16 |       |      |       |      |     |         |   |    |    |
| 1980 | APU   | FRS   | AD    | 1,78 | AD    | 57,33    | 17,35 | 16,14 |      |       |      |     |         |   |    |    |
| 1983 | APU   | 24,39 | 9,46  | 1,28 | 1,91  | 56,97    |       |       |      |       |      |     |         |   |    |    |
| 1985 | APU   | 17,59 | 11,10 | 1,74 | 1,45  | 53,82    | 8,44  |       |      |       |      |     |         |   |    |    |
| 1987 | CDU   | 19,52 | 20,07 | 1,71 | 1,71  | 41,78    | 6,13  |       |      |       |      |     |         |   |    |    |
| 1991 | CDU   | 24,35 | 27,36 |      | 2,15  | 36,38    | 0,74  | 1,01  |      |       |      |     |         |   |    |    |
| 1995 | CDU   | 48,03 | 12,70 | 1,13 | 3,48  | 30,20    |       |       |      |       |      |     |         |   |    |    |
| 1999 | CDU   | 48,41 | 12,17 |      | 2,65  | 30,09    | 0,16  | 2,17  |      |       |      |     |         |   |    |    |
| 2002 | CDU   | 44,79 | 16,86 | 3,19 | 26,16 |          | 3,19  |       |      |       |      |     |         |   |    |    |
| 2005 | CDU   | 50,86 | 9,49  | 2,25 | 25,85 | 7,29     |       |       |      |       |      |     |         |   |    |    |
| 2009 | CDU   | 33,44 | 11,05 | 5,12 | 32,59 | 13,22    |       |       |      |       |      |     |         |   |    |    |
| 2011 | CDU   | 29,93 | 18,80 | 6,10 | 28,20 | 8,42     | 0,56  |       |      |       |      |     |         |   |    |    |
| 2015 | CDU   | 34,12 | CDS   | PSD  | 28,54 | 11,21    | 0,87  | 17,01 | 0,27 |       |      |     |         |   |    |    |
| 2019 | CDU   | 41,39 | 10,06 | 1,82 | 24,95 | 10,89    | 2,24  |       | 0,54 | 0,95  | 0,57 |     |         |   |    |    |
| 2022 | CDU   | 45,13 | 13,38 | 0,66 | 20,61 | 5,49     | 1,31  | 0,69  | 7,55 | 2,26  |      |     |         |   |    |    |
| 2024 | CDU   | 32,16 | AD    | AD   | 17,13 | 13,49    | 6,67  | 1,54  | 2,41 | 18,65 | 3,14 |     |         |   |    |    |

### Clima
O Oceano Atlântico tem pouca influência nesta região, onde a chuva cai principalmente no Outono e no Inverno, característica de um clima mediterrânico Csa, segundo o sistema de classificação climática de Köppen-Geiger, sub-húmido, com Verões quentes e secos e Invernos húmidos e suaves. A precipitação total anual média é de 589 mm.
| Dados climatológicos para Castro Verde, Portugal | Dados climatológicos para Castro Verde, Portugal | Dados climatológicos para Castro Verde, Portugal | Dados climatológicos para Castro Verde, Portugal | Dados climatológicos para Castro Verde, Portugal | Dados climatológicos para Castro Verde, Portugal | Dados climatológicos para Castro Verde, Portugal | Dados climatológicos para Castro Verde, Portugal | Dados climatológicos para Castro Verde, Portugal | Dados climatológicos para Castro Verde, Portugal | Dados climatológicos para Castro Verde, Portugal | Dados climatológicos para Castro Verde, Portugal | Dados climatológicos para Castro Verde, Portugal | Dados climatológicos para Castro Verde, Portugal |
| Mês                                              | Jan                                              | Fev                                              | Mar                                              | Abr                                              | Mai                                              | Jun                                              | Jul                                              | Ago                                              | Set                                              | Out                                              | Nov                                              | Dez                                              | Ano                                              |
| ------------------------------------------------ | ------------------------------------------------ | ------------------------------------------------ | ------------------------------------------------ | ------------------------------------------------ | ------------------------------------------------ | ------------------------------------------------ | ------------------------------------------------ | ------------------------------------------------ | ------------------------------------------------ | ------------------------------------------------ | ------------------------------------------------ | ------------------------------------------------ | ------------------------------------------------ |
| Temperatura máxima média (°C)                    | 13                                               | 15                                               | 17                                               | 19                                               | 23                                               | 28                                               | 32                                               | 32                                               | 29                                               | 23                                               | 17                                               | 14                                               | 21,8                                             |
| Temperatura mínima média (°C)                    | 5                                                | 6                                                | 6                                                | 8                                                | 10                                               | 13                                               | 15                                               | 15                                               | 15                                               | 12                                               | 8                                                | 6                                                | 9,9                                              |
| Precipitação (mm)                                | 81,3                                             | 81,3                                             | 53,3                                             | 61,0                                             | 35,6                                             | 22,9                                             | 2,5                                              | 2,5                                              | 22,9                                             | 66,0                                             | 76,2                                             | 83,9                                             | 589,4                                            |
| Fonte: weather.com                               |                                                  |                                                  |                                                  |                                                  |                                                  |                                                  |                                                  |                                                  |                                                  |                                                  |                                                  |                                                  |                                                  |

| Gráfico climático para Castro Verde                        | Gráfico climático para Castro Verde | Gráfico climático para Castro Verde | Gráfico climático para Castro Verde | Gráfico climático para Castro Verde | Gráfico climático para Castro Verde | Gráfico climático para Castro Verde | Gráfico climático para Castro Verde | Gráfico climático para Castro Verde | Gráfico climático para Castro Verde | Gráfico climático para Castro Verde | Gráfico climático para Castro Verde |
| ---------------------------------------------------------- | ----------------------------------- | ----------------------------------- | ----------------------------------- | ----------------------------------- | ----------------------------------- | ----------------------------------- | ----------------------------------- | ----------------------------------- | ----------------------------------- | ----------------------------------- | ----------------------------------- |
| J                                                          | F                                   | M                                   | A                                   | M                                   | J                                   | J                                   | A                                   | S                                   | O                                   | N                                   | D                                   |
| 81 13 5                                                    | 81 15 6                             | 53 17 6                             | 61 19 8                             | 36 23 10                            | 23 28 13                            | 2.5 32 15                           | 2.5 32 15                           | 23 29 15                            | 66 23 12                            | 76 17 8                             | 84 14 6                             |
| Temperaturas em °C • Precipitações em mmFonte: weather.com |                                     |                                     |                                     |                                     |                                     |                                     |                                     |                                     |                                     |                                     |                                     |

## Património
Um dos seus monumentos mais bonitos é a Basílica Real, com espantosos azulejos que retratam cenas da Batalha de Ourique, na qual, reza a lenda, D. Afonso Henriques venceu cinco reis mouros, expulsando-os da região e conquistando o sul do país.

### Castro Verde e Casével
- Antiga Prisão de Castro Verde
- Basílica Real de Castro Verde
- Capela do Cemitério de Castro Verde
- Casa na Rua D. Afonso I
- Casa Dona Maria
- Castelo romano da Amendoeira
- Castelo romano da Cerca da Zorra
- Castelo romano de Caminha
- Castelo romano da Chaminé das Cabeças
- Castelo romano de Vale de Mértola
- Castelo romano dos Namorados
- Castelo romano das Juntas
- Edifício dos Correios de Castro Verde
- Edifício da Empresa Irmãos e Prazeres / Fábrica das Artes
- Paços do Concelho de Castro Verde
- Ermida de São Martinho
- Ermida de São Pedro das Cabeças
- Ermida de São Sebastião de Almeirim
- Ermida de São Sebastião (Casével) (desaparecida)
- Ermida de São Sebastião
- Igreja das Chagas do Salvador
- Igreja Matriz de Casével
- Igreja da Misericórdia de Casével (desaparecida)
- Igreja da Misericórdia de Castro Verde
- Igreja de São Miguel dos Gregórios
- Mercado Municipal de Castro Verde
- Mina Romana da Cavandela
- Mina de Ferragudo
- Moinho da Altura de Beja
- Moinho de Vento de Castro Verde
- Monumento megalítico do Cerro da Fonte Santa
- Monumento megalítico de Vale de Mértola Novo
- Museu da Lucerna
- Padrão Comemorativo da Batalha de Ourique
- Ponte sobre a Ribeira Maria Delgada
- Sítio arqueológico de Bernardo
- Sítio arqueológico de Borrinhachos
- Sítio arqueológico do Cerro dos Zambujeiros
- Sítio arqueológico da Igreja dos Mouros
- Villa Romana de Almeirim
- Villa Romana da Courela das Bicadas

### Entradas
- Capela de São Isidoro
- Capela de São Sebastião de Entradas
- Casa da Câmara de Entradas
- Castelo de Montel
- Ermida de São João Baptista
- Igreja de Santa Maria Madalena (desaparecida)
- Igreja Matriz de Entradas
- Igreja da Misericórdia de Entradas
- Igreja de Nossa Senhora da Esperança
- Museu da Ruralidade
- Pelourinho de Entradas

### Santa Bárbara de Padrões
- Castelo romano do Castelinho dos Mouros
- Igreja de Santa Bárbara de Padrões
- Villa Romana de Neves

### São Marcos da Ataboeira
- Capela de Nossa Senhora de Aracelis
- Castro de Castro Verde
- Ermida de São Pedro do Soeiro
- Igreja Matriz de São Marcos da Ataboeira
- Lagar de cera de São Marcos da Ataboeira

## Desporto
- Futebol Clube Castrense
- hóquei, castrense

## Heráldica
|  | Brasão: Escudo de prata, castelo a verde, aberto e iluminado a vermelho. Em chefe, à esquerda, cinco escudetes de azul postos em cruz com dois flancos virados para o centro e todos carregados de cinco besantes de prata. Em chefe, à direita, cruz de Santiago a vermelho. Em contra-chefe, duas espigas de trigo amarelo torrado cruzadas e sobrepostas a uma picareta de mineiro a negro colocada ao eixo do escudo. Escudo Nacional encimado por uma coroa mural de quatro torres de prata. Listel branco com legenda a negro: "MUNICÍPIO DE CASTRO VERDE". |
|  | Bandeira: Esquartelada de branco e vermelho. Cordões e borlas de branco e vermelho. Haste e lança de ouro. |

## Galeria

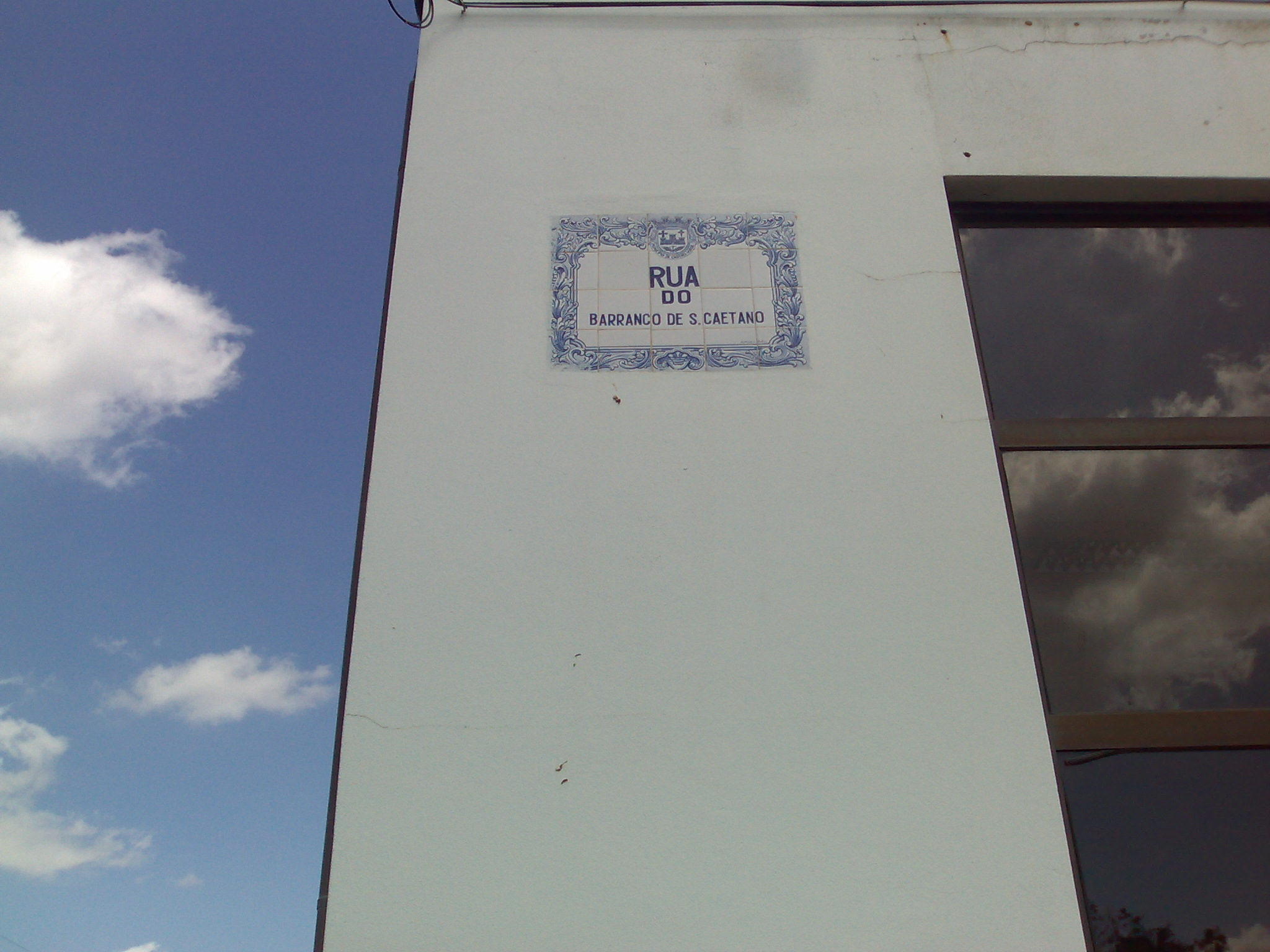
Placa toponímica
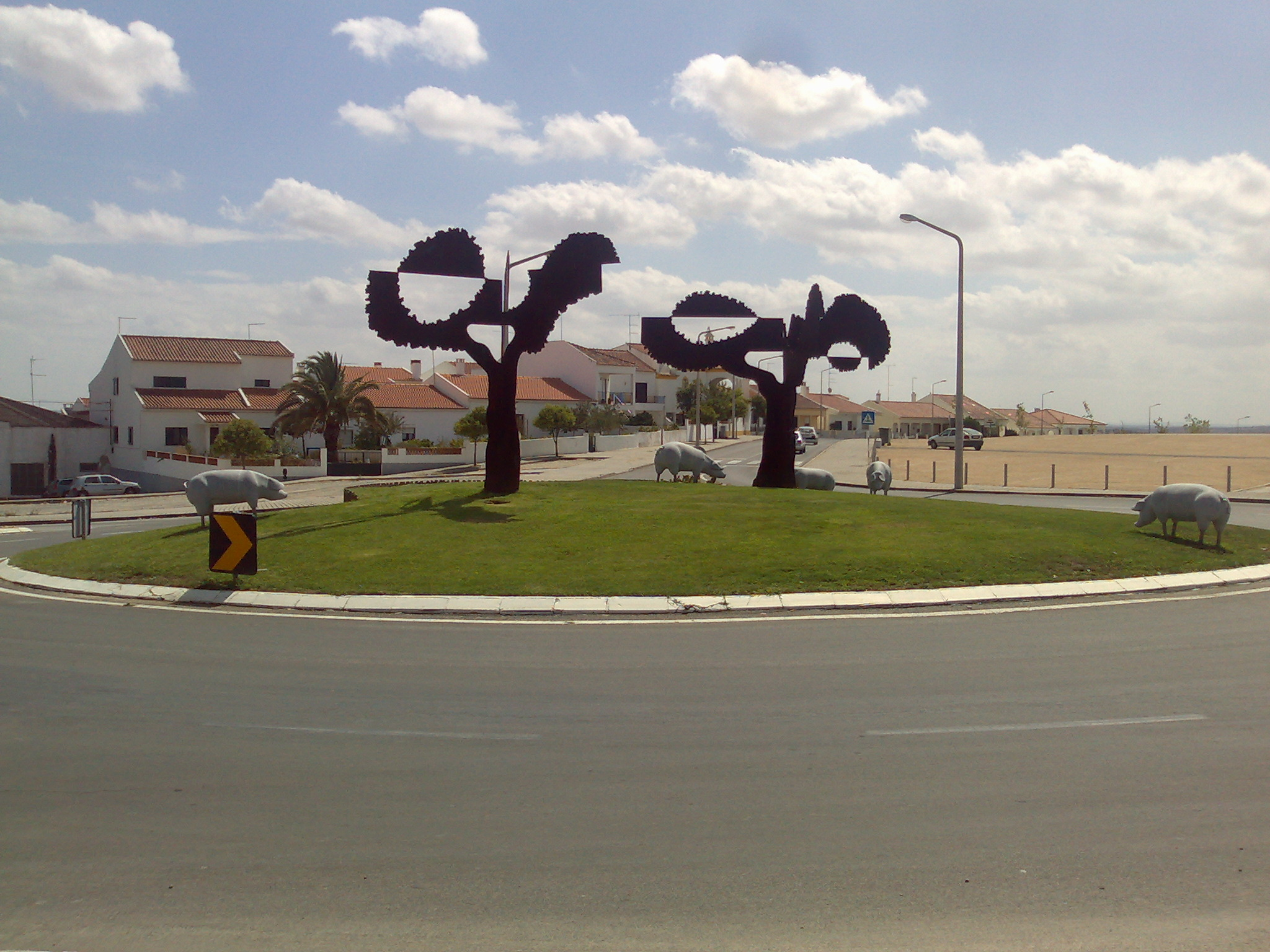
Rotunda homenageando o porco preto
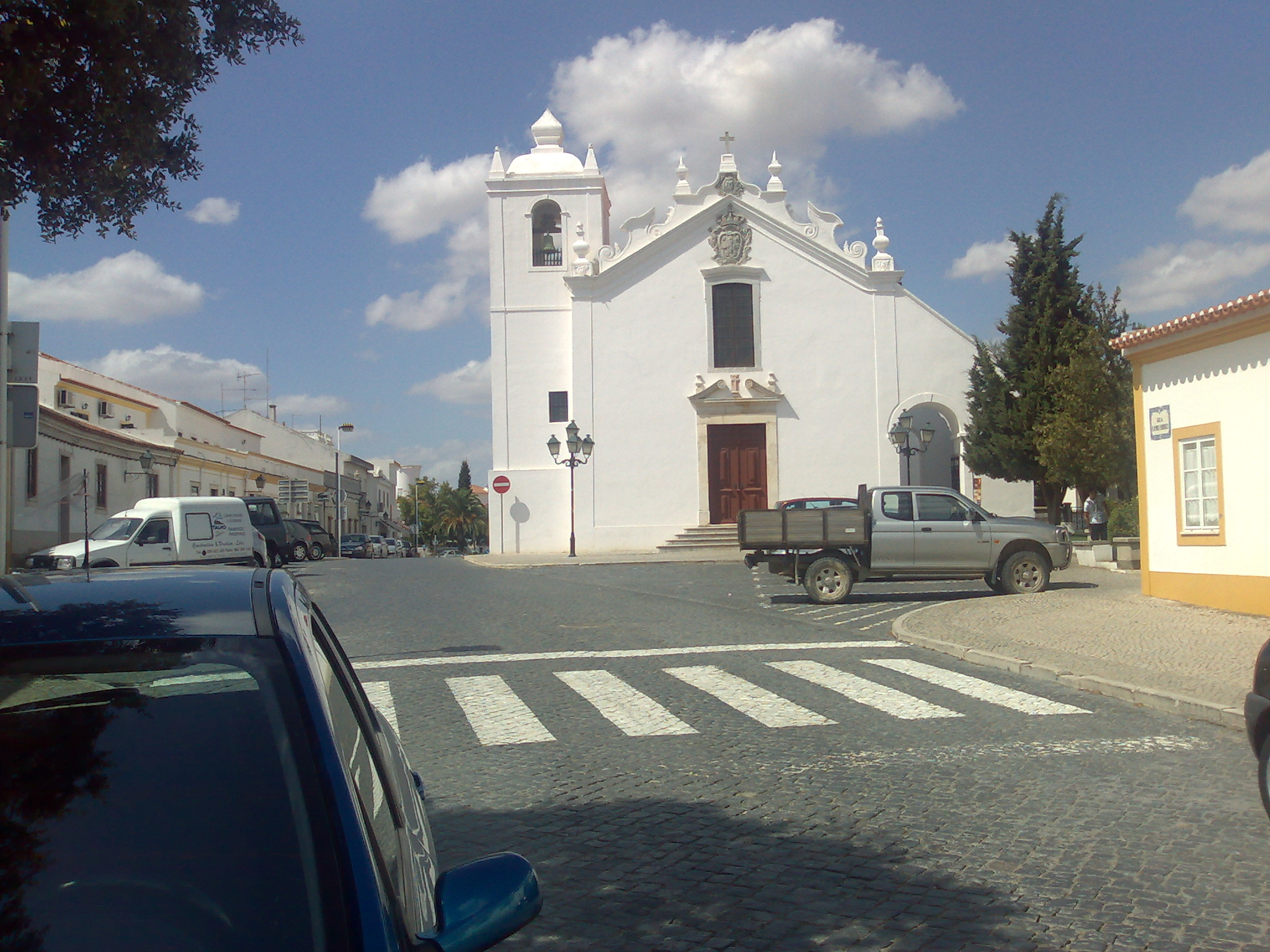
Igreja
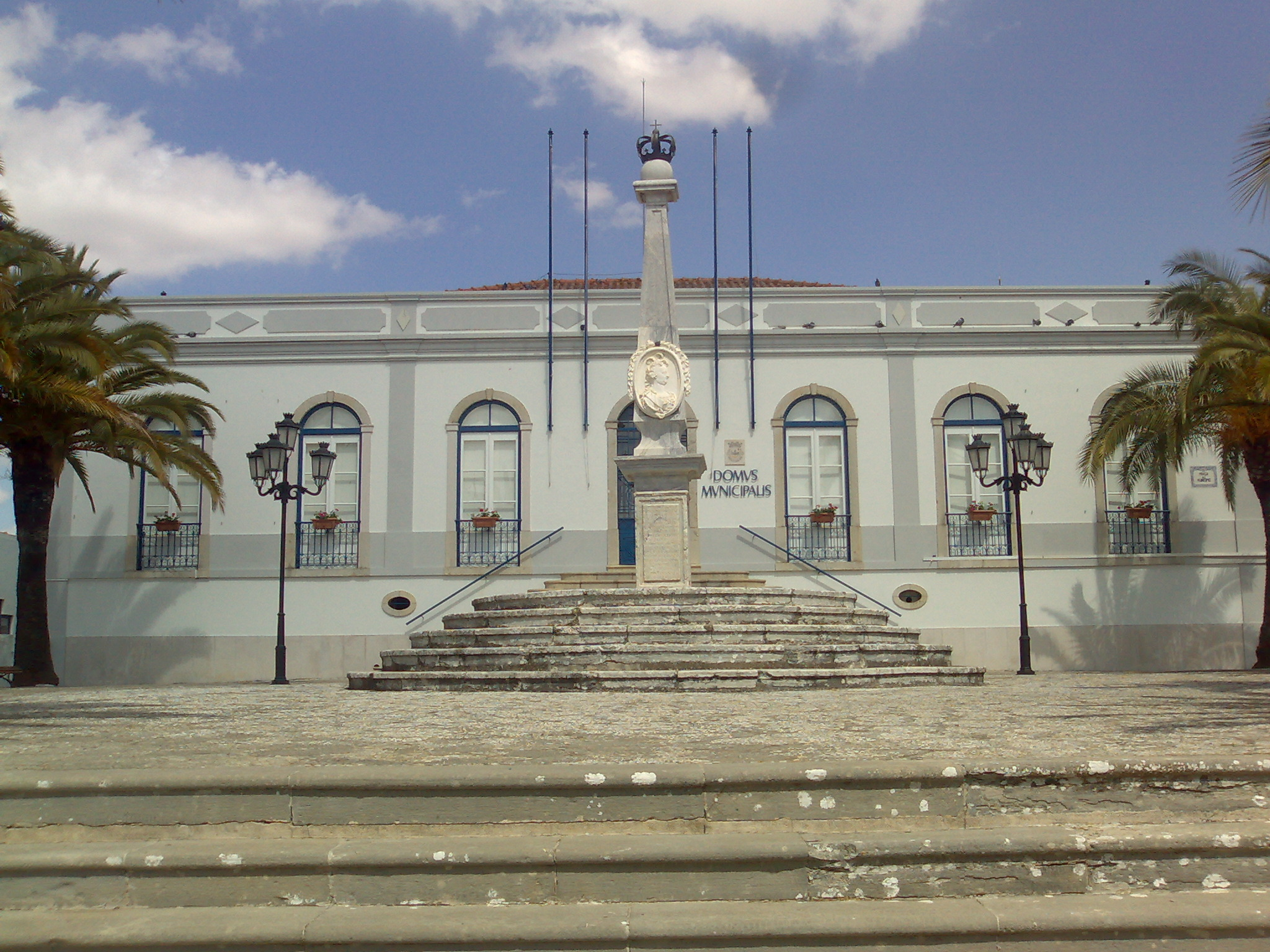
Câmara Municipal
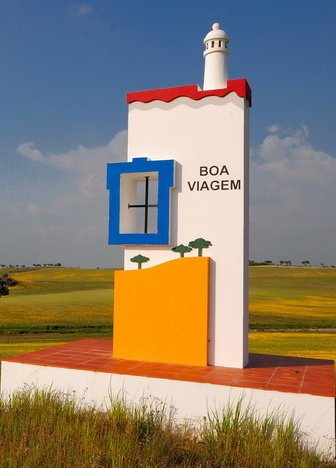
Marco do município